# Regina (band)
 For alternative betydninger, se Regina. (Se også artikler, som begynder med Regina)
Regina er et bosnisk band som blev dannet i 1990 i Sarajevo. De var primært kendt i Jugoslavien. Deres sange er inspireret af U2. På grund af Borgerkrigen blev bandet splittet. I 2006 blev bandet dannet igen

## Album
- Regina (1990)
- Ljubav nije za nas (1991)
- Pogledaj u nebo (1994)
- Oteto od zaborava (1995)
- Godine lete (1995)
- Ja nisam kao drugi (1997)
- Kad zatvorim oči (1999)
- Devedesete (2001)
- Sve mogu ja (2006)
- Vrijeme je (2009)
- Kad poludimo (2011)

## Eurovision 2009
Regina repræsenterede Bosnien og Hercegovina i Eurovision Song Contest 2009.